# Stimmgabeluhr
Stimmgabeluhren (englisch tuning fork watches) sind elektrische Armbanduhren und erzeugen die für ihren Uhrgang erforderlichen Schwingungen mit einer Stimmgabel.

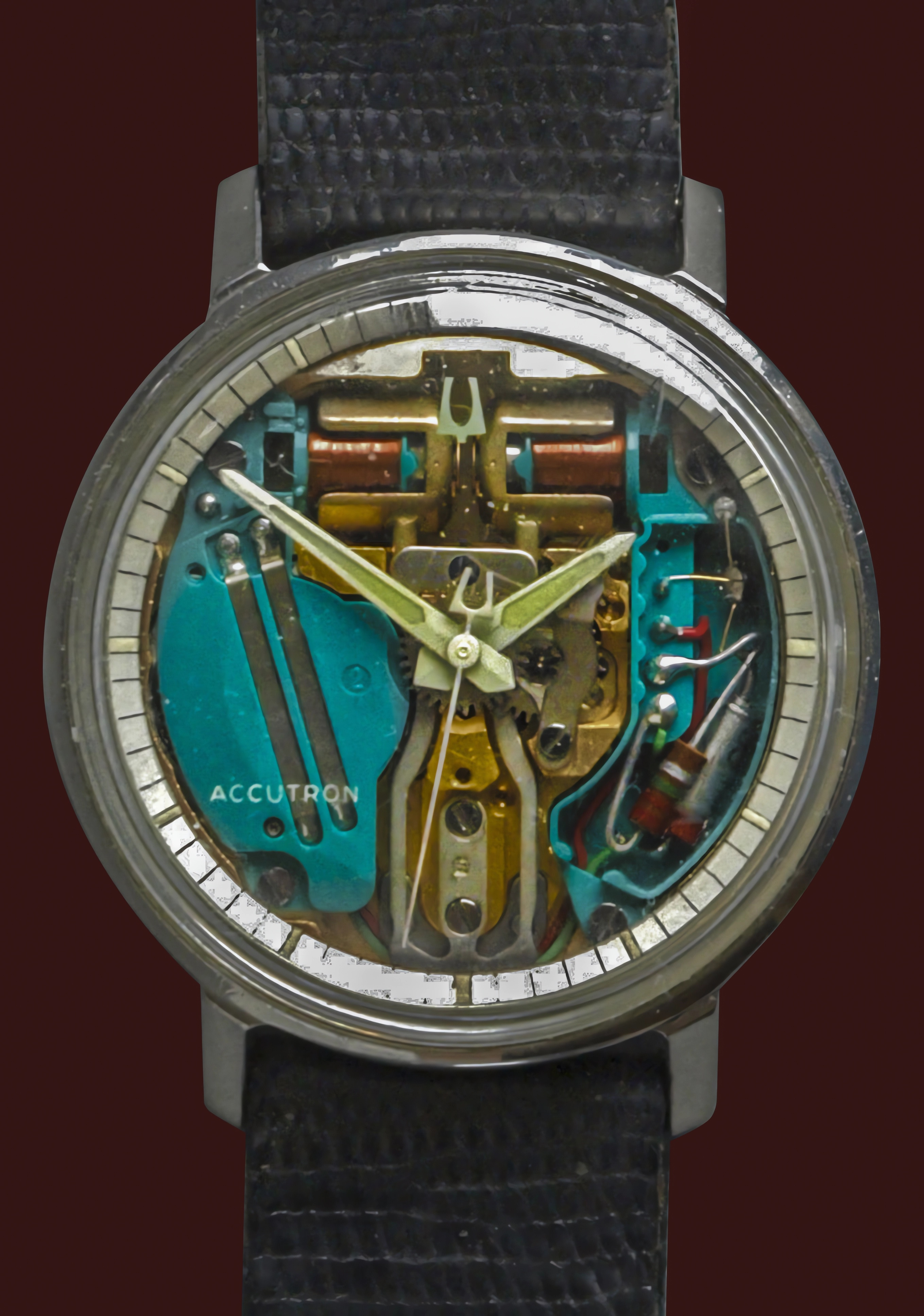
Bulova Accutron, Modell Spaceview von 1961

## Prinzip

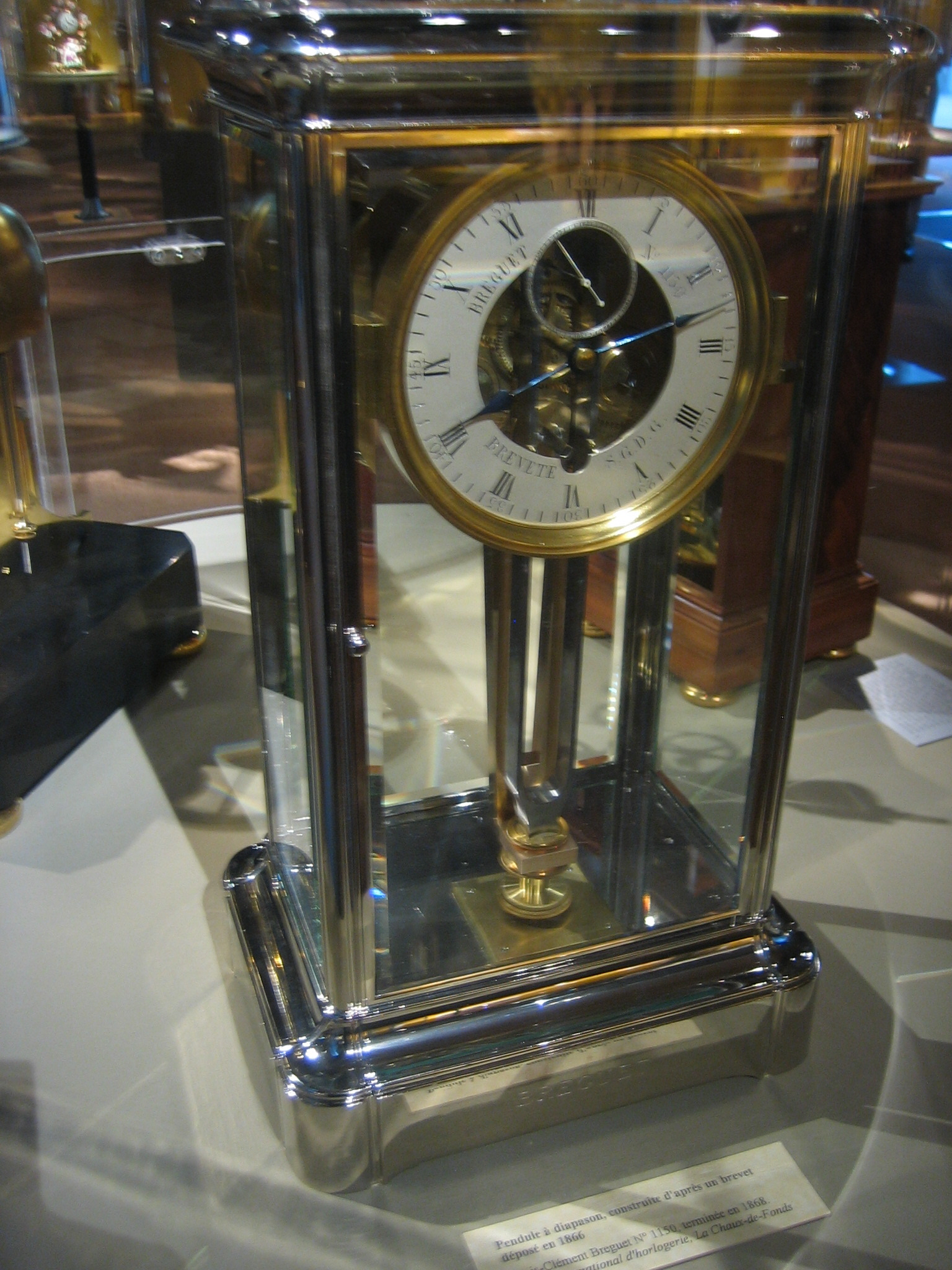
Mechanische Stimmgabeluhr von 1866

Noch in den 1950er Jahren funktionierten sämtliche Armbanduhren mechanisch, sie besaßen eine Unruh zur Schwingungserzeugung, die mit 2,5 bis 5 Hz lief. Von der Genauigkeit, mit der diese Frequenz eingehalten wurde, hing die Gangabweichung der Uhr ab, wobei eine hohe Frequenz zu einer geringeren Abweichung führte.
Nun ließ sich die Frequenz einer Unruh nicht erheblich steigern, so dass man auf andere Systeme überging. Bei Stimmgabeluhren schwang hierzu eine winzige Stimmgabel mit 300 bis 720 Hz.

## Funktionsweise

### Mechanischer Aufbau
Die Stimmgabel wird mittels kleiner Elektromagneten angeregt, wozu eine Transistorschaltung elektrische Impulse erzeugt. Eine Sperrklinke an der Stimmgabel überträgt die Bewegung auf das Räderwerk, das wiederum die Uhrzeiger dreht. An Stelle des Tickens einer herkömmlichen Uhr hört man bei der Stimmgabeluhr ein am Ohr hörbares Summen in einer Tonfrequenz, die zwischen f und fis liegt. Das Sperrklinkenrad besteht aus Berylliumkupfer, einem Werkstoff, der sich besonders eignet, um die erforderlichen sehr kleinen Zähne zu fräsen.
Von Vorteil ist der geringere Verschleiß. Besteht ein gewöhnliches Automatikuhrwerk aus 26 beweglichen Teilen, so benötigt ein Stimmgabelwerk lediglich 12. Zudem gibt es keine stark beanspruchte Ankerhemmung, was Reparaturen erleichtert. Eine geringere Belastung trifft auch die Lager der Zahnräder, da auf sie keine Federkraft wirkt.

### Elektrischer Schaltkreis
So wie eine mechanische Uhr von einer Spiralfeder angetrieben wird, sorgen in einer Stimmgabeluhr zwei Antriebsspulen dafür, dass die Uhr nicht stehen bleibt. Dazu befindet sich an den beiden Zinken der Stimmgabel jeweils ein Dauermagnet. Die beiden Antriebsspulen werden von einer Phasenmessspule über einen Transistor eingeschaltet. Hierzu induziert einer der beiden Dauermagneten den Steuerstrom in der Phasenmessspule, der dann den Transistor schaltet.
Diese Steuerung gleicht auch Stöße auf das Uhrwerk aus: schlägt die Gabel aufgrund eines solchen Stoßes stärker aus, so wird dadurch der Steuerstrom kleiner und somit der Stimmgabel weniger Energie zugeführt, woraufhin ihre Ausschläge abnehmen; umgekehrt wird bei einem zu kleinen Ausschlag der Gabel die Energiezufuhr erhöht.
Somit existierten zwei Stromkreise, einer erzeugt von der Batterie, ein anderer von der Stimmgabel selbst. Die Energieaufnahme ist dabei so gering, dass die Lebensdauer der Batterie bei rund einem Jahr liegt.

## Accutron

### Entstehung
Die erste Stimmgabeluhr schuf der aus Basel stammende Elektroingenieur Max Hetzel (Jahrgang 1921). Er nahm 1950 eine Anstellung bei dem Uhrenhersteller Bulova an und brachte das erste Werk überhaupt am 19. Juni 1953 zum Laufen, der erste Prototyp einer Armbanduhr war im November 1954 fertiggestellt. Zu diesem Zeitpunkt war sowohl der erforderliche Transistor wie auch die benötigte Knopfzellen-Batterie gerade erst verfügbar. Am 16. Oktober 1960 gelangten die ersten Modelle ins Verkaufsprogramm. Ihre Bezeichnung „Accutron“ setzt sich zusammen aus Accuracy (engl.: Genauigkeit) und Electronic, die günstigste Version kostete 175 Dollar (entsprechend etwa 1500 Dollar im Jahr 2021 unter Berücksichtigung der Inflation). Die Accutron lief mit 360 Hz und besaß eine ausgezeichnete Gangabweichung von nur 60 Sekunden pro Monat.

### Weltraum-Missionen
Die Accutron-Uhren hatten für die Weltraum-Missionen der NASA große Bedeutung. In den Kapseln des Gemini-Programms befanden sich Accutrons mit 24h-Zifferblatt, in der Mondfähre des Apollo-Programms gab es eine Accutron mit 60h-Zifferblatt.

### Verbreitung
Die Verwendung bei der NASA trug erheblich zur Popularität der Accutron bei, sodass bereits 1973 die viermillionste Uhr verkauft werden konnte. Die letzte Bulova Accutron der ursprünglichen Produktion wurde 1977 gefertigt. 2011 gibt es zum 50-jährigen Jubiläum eine auf 1000 Stück limitierte Serie des Nachbaus der ersten Accutron.

## Entwicklung
Lange Zeit gab es nur Armbanduhren mit Handaufzug, bei denen die zunehmende Federentspannung den Gleichlauf beeinflusst. Abhilfe schufen Uhren mit immer gleichmäßiger Federspannung, was durch einen von der Handbewegung angetriebenen automatischen Aufzug oder in seltenen Fällen durch einen Elektromotor erreicht werden konnte.
Einen weiteren Fortschritt bei der Gangabweichung brachten die Stimmgabel- und nach 1970 die Quarzuhren mit ihrer nochmals höheren Frequenz. Diese lösten die Stimmgabeluhren vollkommen ab, weil nicht mehr die Stimmgabel unmittelbar für den mechanischen Antrieb sorgt, sondern ein separater Elektromotor, der durch eine zwischengeschaltete Elektronik angetrieben wird.

## Trivia
Der prominente Heinz Haber besaß eine Accutron-Spaceview-Armbanduhr und stellte diese 1968 in der Sendereihe „Was sucht der Mensch im Weltraum?“ (Folge 12) vor. Dabei ging er besonders auf die Funktionsweise der Uhr ein und machte den leisen Summton der Stimmgabel für die Zuschauer hörbar.